# Izba Tradycji Hutniczych Huty Metali Nieżelaznych „Szopienice” w Katowicach

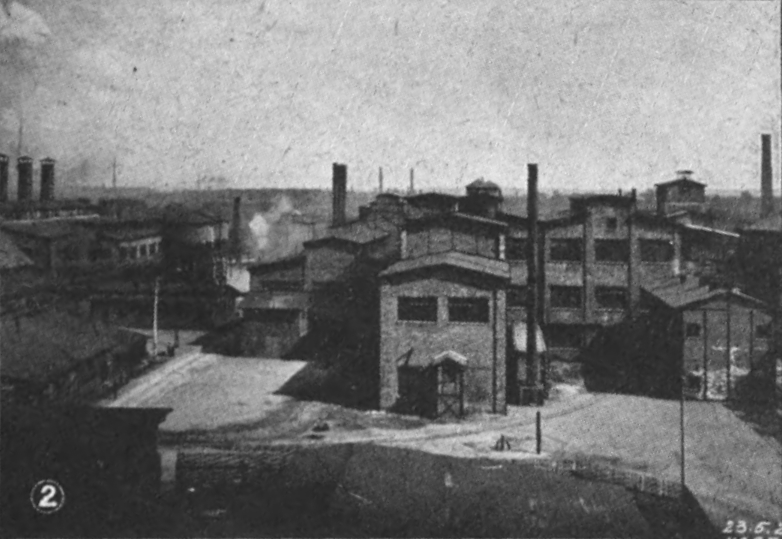
Zakłady elektrolityczne huty Bernhardi przed 1939 rokiem

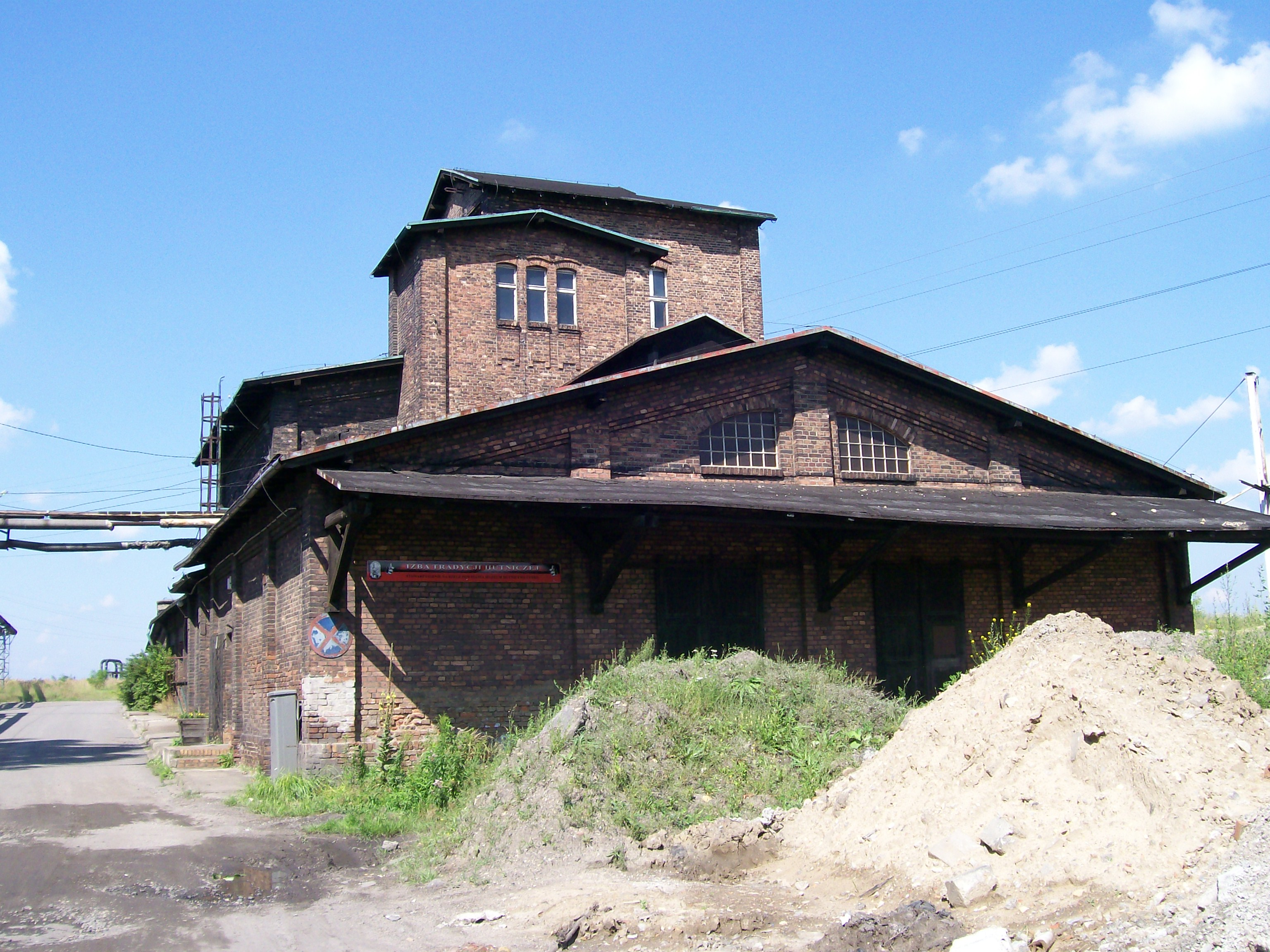
Budynek dawnego Centralnego Laboratorium Chemicznego, w którym mieści się Izba Tradycji

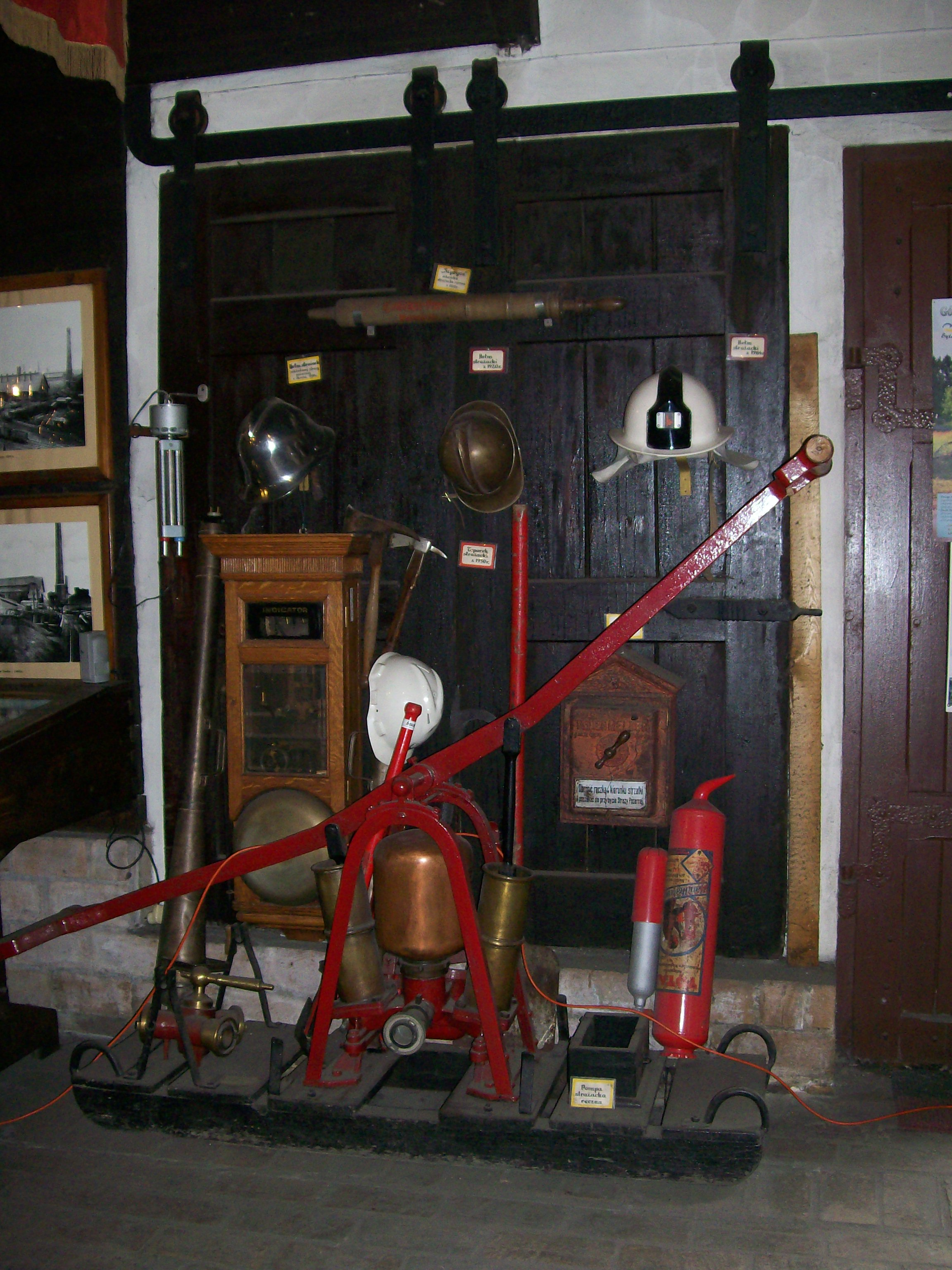
Sprzęt hutniczej straży pożarnej

Izba Tradycji Hutniczych Huty Metali Nieżelaznych „Szopienice” w Katowicach mieści się w dawnym laboratorium huty „Bernhardi”, przy ulicy 11 Listopada 30, w dzielnicy Katowic Szopienice-Burowiec. W placówce zgromadzono wiele eksponatów obrazujących historię hutnictwa cynku. Izba powstała w 1984 roku, a od listopada 2004 jest również siedzibą Stowarzyszenia na rzecz powstania Muzeum Hutnictwa Cynku.

## Historia

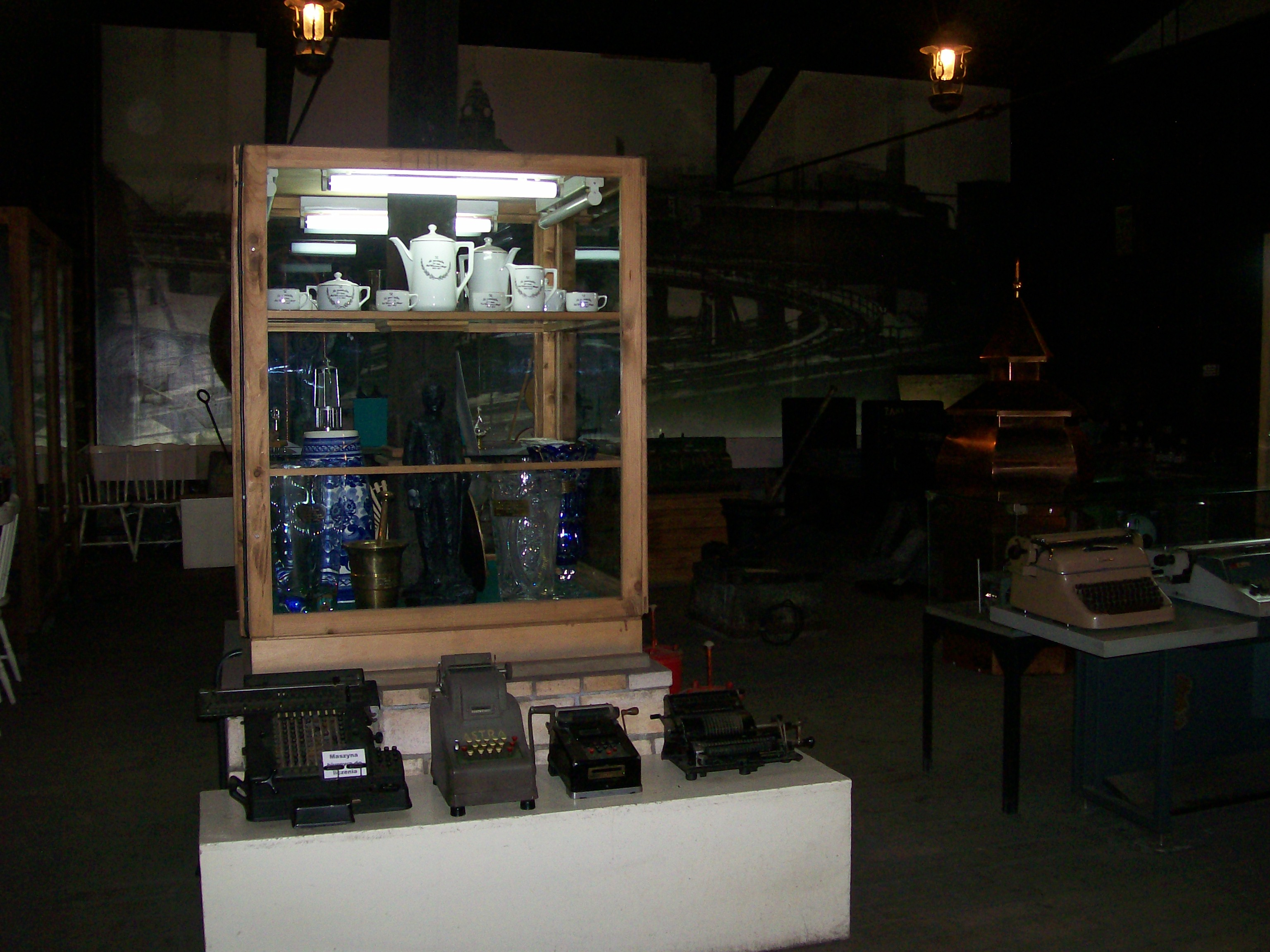
Izba Tradycji Hutniczych w Szopienicach

Izba Tradycji istnieje od 4 maja 1984 roku. Otwarto ją dla uczczenia 150. rocznicy istnienia Huty Metali Nieżelaznych „Szopienice”. Muzeum urządzono w budynku dawnego Centralnego Laboratorium Chemicznego z 1897 roku, stanowiącego pozostałość po hucie cynku „Bernhardi” w Roździeniu, należącej do spółki przemysłowej Giesche. Pierwszym kustoszem placówki był dr Emanuel Wilczok, zasłużony pracownik huty. Od 31 stycznia 1994 roku Izba Tradycji nosi jego imię. Obecnie izbę prowadzą emerytowani pracownicy huty. W placówce mieści się również siedziba Stowarzyszenia na rzecz powstania Muzeum Hutnictwa Cynku. Byli pracownicy i zarazem działacze Stowarzyszenia pełnią rolę przewodników i oprowadzają zwiedzających po obiektach nieczynnej już huty.

## Ekspozycja
W muzeum zgromadzono wiele pamiątek związanych z hutnictwem i koncernem Giesche. Na stałą ekspozycję składają się m.in.: panorama kompleksu zaprojektowanego przez Zillmannów, eksponaty techniczne, narzędzia pracy hutników, a także dawne formy i wyroby z cynku, stare dokumenty, maszyny do pisania, porcelana, pamiątkowe kufle, kryształy, talerze i popielnice, a nawet oryginalna akcja spółki Giesche. W czasie zwiedzania można obejrzeć stare filmy nakręcone w czasie procesu produkcji metali nieżelaznych, stare fotografie, rysunki techniczne, fragment drewnianego ołtarza ze św. Florianem, malarstwo oraz grafikę. W zbiorach znajduje się ekwipunek hutniczej straży pożarnej, m.in.: hełmy, gaśnice, alarm przeciwpożarowy i drewniana strażacka sikawka.

## Zwiedzanie
Izba Tradycji czynna jest w każdą środę w godz. 9:00 – 13:00. Wstęp jest bezpłatny.